# Carl Michael Bellman
Carl Michael Bellman (n. 4 februarie 1740, Stockholm, d. 11 februarie 1795, Stockholm) a fost un poet și compozitor din Suedia.

### Engleză
- Paul Britten Austin. The Life and Songs of Carl Michael Bellman: Genius of the Swedish Rococo. Allhem, Malmö American-Scandinavian Foundation, New York, 1967. ISBN 978-3-932759-00-0
- Paul Britten Austin. Carl Michael Bellman: Sweden's Shakespeare of the Guitar Song, (Stockholm: Proprius, 1998).
- Paul Britten Austin. Fredman's Epistles and Songs, (Stockholm: Proprius, 1990 and 1999).
- Charles Wharton Stork. Anthology of Swedish Lyrics from 1750 to 1915, (New York: The American-Scandinavian Foundation, 1917).
- Hendrik Willem van Loon and Grace Castagnetta. The Last of the Troubadours, (New York: Simon and Schuster, 1939).
- Michael Roberts. Epistles and Songs, (Grahamstown, three volumes, 1977–1981).

### Suedeză
- Ingvar Andersson, Agne Beijer, Bertil Kjellberg, Bo Lindorm (1979), Ny svensk historia - Gustavianskt 1771-1810, ISBN 91-46-13373-9
- Ernst Brunner (2002), Fukta din aska
- Lars-Göran Eriksson (ed.), Kring Bellmann, Stockholm, Wahlström & Widstrand, 1982, ISBN 91-46-14135-9
- Göran Hassler, Peter Dahl (illus.) (1989), Bellman - en antologi, En bok för alla, ISBN 91-7448-742-6
- Alf Henrikson (1986), Ekot av ett skott - öden kring 1792, Höganäs: Bra Böcker, ISBN 91-7752-124-2
- Lars Huldén (1991), Carl Michael Bellman, ISBN 91-27-03767-3
- Göran Hägg (1996), Den svenska litteraturhistorien, Wahlström & Widstrand, ISBN 91-46-17629-2
- Bengt Gustaf Jonshult (1990), Med Bellman på Haga och Carlberg (Nr 6 i serien SMÅSKRIFTER), Solna: Solna Hembygdsförening, ISBN 91-971109-1-4, ISSN 0280-3062
- Åse Kleveland, Svenolov Ehrén (illus.) (1984), Fredmans epistlar & sånger, Informationsförlaget
- Matz, Edvard (2004), Carl Michael Bellman - Nymfer och friskt kalas, Lund: Historiska Media, ISBN 91-89442-97-0
- Bengt Hjord (ed.), Stadsbor i gångna tider: Släktforskaren och staden: Årsbok 1989, Sveriges Släktforskarförbund, Norstedts Tryckeri, Stockholm 1989 ISBN 91-87676-03-6. Articles: "Carl Michael Bellmans okända släkt", Marianne Nyström s. 209-226 and "Skalde-Anor: Carl Michael Bellmans härstammning", Håkan Skogsjö s. 227-236